# Konzervacija restauracija predmeta od krzna
Konzervacija restauracija predmeta od krzna je djelatnost koja se bavi očuvanjem i zaštitom predmeta od krzna, odnosno predmeta koji sadrže i dijelove od krzna. Kod muzealiziranih predmeta na njihovoj zaštiti rade za ovaj materijal specijalizirani konzervatori restauratori.

## Određenje po vrstama objekata

### Krzna
Krznom definiramo životinjsku kožu sa sačuvanom dlakom.

#### Razlika između kose i krzna
Razlika je semantičke prirode. I kosa i krzno izgrađeni su od keratina, a od njega su također i koža, kandže, nokti, kopita, i rogovi.

### Preparirane životinje
Prepariranje je kao tehnika postojalo već u Drevnom Egiptu. Iako se ovdje radilo više o mumificiranju nego prepariranju, oni su životinje sačuvali u njihovom izvornom obliku uklanjanjem unutarnjih organa i isušivanjem lešine pomoću soli iz rijeke Nil. Najranija primjena prepariranja u suvremenom smislu počinje početkom 16. stoljeća. Vremenom su se tehnike razvijale, i u Viktorijansko doba već imamo prepariranje jednako današnjem. Dolazi do prelaza s tehnike punjenja životinskih koža slamom ili papirom do uporabe unutarnje potporne konstrukcije i izvornih životinjskih lubanja. Preparirane se životinje u muzejima koriste i danas. Kao posebno značajan možemo ovdje izdvojiti rad Carla Akeleya, koji je prvi preparirane životinje počeo izlagati u simuliranom prirodnom okolišu.

### Krznena odjeća i srodni predmeti
Ljudi krznenu odjeću nose od pradavnih vremena. Najpoznatiji stari primjer je danas svakako Ötzi - Ledeni čovjek, koji nam daje neposredan dokaz o korištenju i izgledu krznene odjeće i obuće prije otprilike 5300 godina.

### Umjetnički objekti

#### Moderna umjetnost
Postoji više primjera ovakovih predmeta u razdoblju Moderne. Kao najpoznatiji primjer izdvojimo rad Merret Openheim naziva Le Déjeuner en fourrure.

## Uzroci propadanja krznenih predmeta

### Rukovanje
Krzneni se predmeti lako prljaju. Kod odjeće dolazi i do oštećenja zbog nošenja. S predmetima treba rukovati u nitrilnim rukavicama.

### Preparirani objekti
Stariji su primjerci prepariranih životina ispunjavani slamom i papirom,kako bi se rekreirala muskulatura životinja. B

## Čišćenje

### Mokro čišćenje
Štetno za sve na bjelančevinama zasnovane materijale.

### Smrzavanje
Ovo je jedini siguran način uništenja štetnika na krznu. Objekte stavimo u poliesterne vreće iz kojih istisnemo sav zrak. 2 tjedna u frizeru je obično dovoljno (-18 °C). Na temperaturi od - 30 °C dovoljna su 72 sata.

## Preventivna zaštita
"Od svih predmeta od prirodnih materijala, oni dobiveni od životinjskih koža među natrajnijim i najotpornijim su materijalima u zbirkama." Međutim sva su krzna osjetljiva na oštećenja od svjetlosti i temperature. Također, je obvezna primjena Muzejske integrirane zaštite od štetnika.

### Preparirani objekti
U viktorijansko doba u uporabu je ušao arsenov sapun. Francuski farmaceut Jean-Baptiste Bécoeur, izumio je 1738. pastu za preveniranje napada štetnika na prepariranim objektima. Radilo se o mješavini arsen trisulfida, kamfora, kalijeva karbonata, kalcijeva hidroksida i sapuna . On nije za svog života javno obznanio sastav mješavine. No isti je 1820. ustanovio i popularizirao Louis Dufresne, francuski preparator.